# Contre-discours coranique
Le contre-discours coranique (nom complet : « Contre Discours Rapporté Direct » (CDRD)) ou « rhétorique polémique » est une modalité rhétorique présente dans le Coran par laquelle la citation de divers opposants permet de défendre un point de vue au moins en partie contraire. L'étude de ces contre-discours permet de mieux cerner le contexte d'origine du Coran.

## Historiographie
Plusieurs auteurs médiévaux se sont penchés sur les polémiques coraniques, en particulier al-Gazali, al-Ṭūfī et al Suyūṭī. Les formes polémiques dans le Coran ont aussi été étudiées par A. Neuwirth et N. Robinson. Parmi celles-ci, cette forme du contre-discours a été repérée comme typiquement coranique par Josef Van Ess en 1970. Elle a été étudiée par Rosalind Gwynne Ward en 2004 puis par Mehdi Azaiez dans le cadre de sa thèse sous la direction de Claude Gilliot. 
Ces polémiques montrent une capacité du texte coranique à mobiliser des ressources linguistiques et rhétoriques pour convaincre. Ces éléments ont, en particulier, été étudiés linguistiquement. À l'inverse, la tradition musulmane a développé de nombreux récits à caractère exégétique et hagiographique autour de celles-ci, "qu’une analyse critique issue de l’école orientaliste jugea rapidement fort suspecte". Cette approche apologétique reste prégnante dans les universités arabes.

## Schéma littéraire
Cette forme rhétorique expose successivement un discours, appelé "contre-discours", et la réponse qui lui est faite. Elle peut être sous la forme yaqūlūna… fa-qul (ils disent… dis-leur). Créant un antagonisme de discours, ce schéma "s’inscrit dans une question argumentative en vue de rechercher l’assentiment d’une personne que l’on vise à convaincre dans le cadre d’un conflit discursif".
Cette forme rhétorique est présente dans 588 versets du Coran et 37 sourates n'en possède aucun. Pour Azaiez, l'importance de ces polémiques augmente au fur et à mesure de la chronologie coranique, "comme si l’accroissement de ce contre-discours était le signe d’une opposition croissante au Coran lui-même". Il s'agit de l'un des genres les plus importants du Coran. 
Alfred-Louis de Prémare dégageait cinq grands thèmes dans les polémiques coraniques « le messager n’est qu’un poète ou un devin possédé par son démon, le second déclare que le messager ne fait que transmettre des textes par les Anciens, le troisième réfute des thèmes doctrinaux tels que la résurrection individuelle, le jugement et le châtiment, le quatrième argue de la manipulation des textes de l’Écriture, le cinquième, enfin, souligne le caractère fragmenté et non unifié du texte ». Néanmoins, les réponses se ressemblent et sont généralement basées sur un argument d'autorité ou ad hominem. 
Les passages coraniques utilisant cette forme rhétorique peuvent être divisés en trois groupes, ce qui évoque le temps passé ; le temps présent de Mahomet et le temps eschatologique. Ils représentent respectivement 37.5, 46 et 16.5%. 

## Approche du contexte d'émergence du Coran
D'un point de vue historique, les controverses portées par ce type de discours ont été étudiées par Chabbi, Prémare... Ces auteurs voient principalement celles-ci comme une image de l'islam des origines. L'étude de ces contre-discours permet, au delà de l'aspect rhétorique, d'étudier les oppositions doctrinales au moments de la naissance de l'islam et la mise en place des frontières de cette nouvelle religion. Cela permet de mieux connaître le contexte d'émergence du Coran. Ainsi, la présence de contre-discours sur l'absence d'engendrement divin mais aucun sur le polythéisme appuie la thèse d'une Arabie majoritairement monothéiste à cette époque.
Azaiez voit dans les études intertextuelles un prolongement futures pour l'étude de cette forme rhétorique. Elle permettrait de confronter ces contre-discours à des textes de l'Antiquité tardive et de rechercher des concomitance pour mieux cerner son milieu et ses contacts. Cette forme rhétorique est déjà présente dans la Bible. L'inscrivant dans une perspective historique, Prémare voyait le Coran comme le "fruit d’un processus de rédaction marqué par les conflits idéologiques, théologiques et politiques d’un islam naissant".
L'étude de ces contre-discours permet de mettre en valeur des évolutions discursifs. Ainsi, dans les contre-discours eschatologiques, le Coran proclame d'abord une croyance non-biblique avant de solliciter ceux-ci comme arguments...

## La construction de l'opposant
La présence de contre-discours dans un texte qui se veut transcendant peut paraître paradoxal. "Ce paradoxe serait donc en réalité une stratégie efficace pour réfuter la parole de l’adversaire."
Ces contre-discours créent une image construite de l'opposant, "noyé [...] dans un anonymat" et qui ne peut être décrit que par ce que le Coran présente. Cet aspect pose la question de ce contre-discours, entre "citation fidèle ou artifice polémique". Pour Pierre Larcher, « le discours coranique étant fréquemment polémique, on y entend la voix de l’autre, qu’il s’agisse d’un adversaire historique ou d’un adversaire construit pour les besoins de la cause. Le discours rapporté et l'indistinction de l'opposant créait une distance avec le locuteur. Pour Azaiez, "ainsi, à la question de l’historien qui s’interroge sur l’identité des opposants du Coran, nous inclinons à croire qu’ils sont d’abord et avant tout les opposants du Coran tel que ce dernier les construit et les représente".